# エコファースト
エコファースト制度とは企業が環境大臣に対して地球温暖化対策や廃棄物･リサイクル対策など、自らの環境保全に関する取り組みを約束する制度。2010年9月10日制定。

## 概要
環境省が企業に対し｢先進的で独自的でかつ業界をリードするような事業活動を行っている｣と認定すれば環境省制定のエコファーストマークを使用することが出来る。認定されたからといって補助金など環境省のほかの申請に影響を与えることはない。
またグループ全体で認定を受けた場合はそのグループ全体での成果を提出しなくてはならないため、申請の際に企業単体なのかグループ全体なのかを明記しなくてはならない。事業規模の大小は問わないが｢業界全体にインパクトを与える約束かどうか｣も認定の要件のひとつであるため、小規模の企業は特に申請の際に約束の影響範囲を明記する必要がある。
メリットとして、エコファーストマークを使用することにより、対外的に自社の環境保全活動のPRができる。

## 認定企業
- 株式会社ビックカメラ
- ユニー株式会社
- キリンビール株式会社
- 西松建設株式会社
- ライオン株式会社
- INAX
- 積水ハウス株式会社
- 日産自動車株式会社
- 株式会社滋賀銀行
- NECパーソナルコンピュータ株式会社
- リマテック株式会社
- 三洋商事株式会社
- 住友化学株式会社
- 全日本空輸株式会社
- 株式会社損害保険ジャパン
- ダイキン工業株式会社
- 株式会社タケエイ
- 株式会社電通
- 東京海上日動火災保険株式会社
- 日本興亜損害保険株式会社
- 住友ゴム工業株式会社
- 株式会社資生堂
- 株式会社ノーリツ
- 日本ミシュランタイヤ株式会社
- 株式会社日本航空
- 株式会社川島織物セルコン
- 株式会社クボタ
- 株式会社熊谷組
- 戸田建設株式会社
- ニッポンレンタカーサービス株式会社
- 三菱重工パーキング
- 株式会社ワタミ
- 辻・本郷税理士法人
- 富士通株式会社
- 株式会社一条工務店
- 株式会社エフピコ
- 株式会社スーパーホテル
- 株式会社ブリヂストン
- 株式会社リクルート
- 株式会社資生堂
- 大成建設株式会社
- ブラザー工業株式会社
- アジア航測株式会社
- 株式会社LIXIL(第3回認定企業「INAX」が企業統合による新会社株式会社LIXILとして再認定)
- 三菱自動車工業株式会社(平成23年4月15日に認定辞退)